# Кембъл (окръг, Тенеси)
Вижте пояснителната страница за други значения на Кембъл.
Окръг Кембъл (на английски: Campbell County) е окръг в щата Тенеси, Съединени американски щати. Площта му е 1290 km², а населението – 39 854 души (2000). Административен център е град Джаксбъро.